# Un banc, un arbre, une rue
Chansons représentant Monaco au Concours Eurovision de la chanson
Marlène
(1970) Comme on s'aime
(1972)
Chansons ayant remporté le Concours Eurovision de la chanson
 All Kinds of Everything
(1970)  Après toi
(1972)
Un banc, un arbre, une rue est la chanson gagnante du Concours Eurovision de la chanson 1971, interprétée par la chanteuse française Séverine, marquant la première et unique victoire à ce jour de Monaco à l'Eurovision.
Séverine a également enregistré la chanson en allemand sous le titre de Mach' die Augen zu (und wünsch dir einen Traum) (« Ferme les yeux (et espère rêver) »), en anglais sous le titre de Chance in Time (« Chance à temps ») et en italien sous le titre de Il posto (« Le Lieu »).

## Thème
La chanson est une ballade française classique. Les paroles se concentrent sur la perte de l'innocence de l'enfance, et les gens qui suivent leurs rêves. Les premières lignes du refrain sont : « On a tous un banc, un arbre, une rue / Où l'on a bercé nos rêves / Une enfance trop brève ».
Cette chanson est la musique du thème du concours Miss Hong Kong.

## À l'Eurovision
Elle est intégralement interprétée en français, langue nationale, comme l'impose la règle entre 1966 et 1973.  Alain Chamfort est l'un de ses choristes.
Elle est la troisième chanson interprétée lors de la soirée, après Joe Grech qui représentait Malte avec Marija l-Maltija et avant Peter, Sue & Marc qui représentaient la Suisse avec Les Illusions de nos vingt ans. À l'issue du vote, elle a obtenu 128 points, se classant 1re sur 18 chansons,.

## Classements

### Classements hebdomadaires
| Classement (1971)                       | Meilleure position |
| --------------------------------------- | ------------------ |
| Allemagne (Media Control AG)            | 23                 |
| Belgique (Flandre Ultratop 50 Singles)  | 3                  |
| Belgique (Wallonie Ultratop 50 Singles) | 1                  |
| France (IFOP)                           | 4                  |
| Norvège (VG-lista)                      | 2                  |
| Pays-Bas (Nederlandse Top 40)           | 15                 |
| Pays-Bas (Single Top 100)               | 13                 |
| Royaume-Uni (UK Singles Chart)          | 9                  |
| Suisse (Schweizer Hitparade)            | 5                  |